# Adam Bauereisen

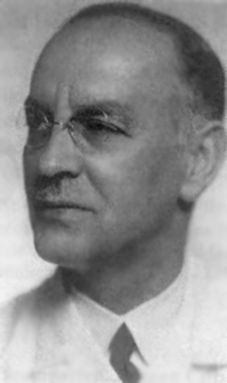
Johann Adam Bauereisen

Johann Adam Bauereisen (* 27. Oktober 1875 in Heilsbronn; † 11. Februar 1961 in Bad Sachsa) war ein deutscher Gynäkologe und Geburtshelfer.

## Leben
Bauereisen wurde 1875 in Mittelfranken geboren. Er besuchte Gymnasien in Ansbach und Oettingen. Sein Studium der Medizin absolvierte er an den Universitäten Tübingen und Erlangen. In Erlangen wurde er 1900 promoviert und arbeitete bis 1906 an der Universitätsfrauenklinik, zuletzt unter Carl Menge (1864–1945). 1907/08 war Bauereisen Schiffsarzt beim Norddeutschen Lloyd.

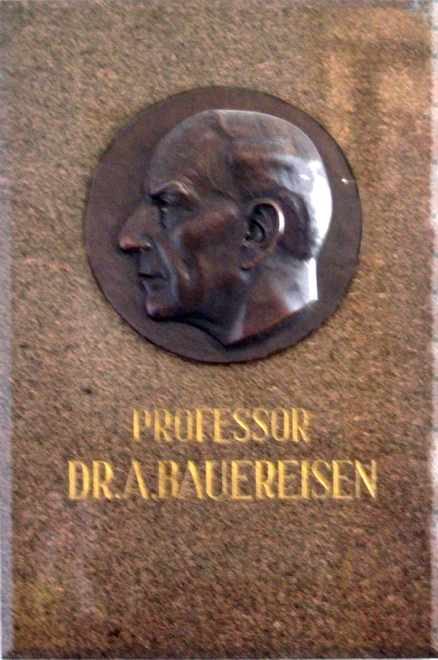
Gedenktafel in der Landesfrauenklinik Magdeburg

1909 nahm er eine Stelle an der Universität Marburg unter Walter Stoeckel an. Hier wurde er 1910 habilitiert. Im gleichen Jahr folgte er als Oberarzt Stoeckel an die Universität Kiel, wo er 1915 zum Professor ernannt wurde. Im Ersten Weltkrieg war Bauereisen von 1914 bis 1918 als Stabsarzt an der Westfront eingesetzt.
1921 wechselte er nach Magdeburg, wo er bis 1953 die Frauenklinik im Sudenburger Krankenhaus Magdeburg leitete, welches später als Hochschulklinik in die Medizinische Akademie Magdeburg und die Otto-von-Guericke-Universität Magdeburg einbezogen wurde. 1953 ging Bauereisen in den Ruhestand.
Er starb 1961 im Alter von 85 Jahren.
Sein Sohn Erich Bauereisen (1913–1985) war Physiologe mit Professur an den Universitäten Leipzig und Würzburg und Gynäkologe.
In der Geburtshilfe setzte sich Adam Bauereisen vor allem für die nach ihm benannte Spekulum-Entbindung an Stelle der Zange, insbesondere bei der Entbindung von Frühgeborenen, ein und unterstützte die Bemühungen von Johannes Brennecke um die Einführung der Klinikentbindung aus sozialer Indikation. Die Gynäkologie verdankt ihm insbesondere die Klärung aufsteigender Tuberkulose-Infektionen der Geschlechtsorgane.
Zur Erinnerung an Adam Bauereisen wurde im Klinikbereich 2 der Frauenklinik der Medizinischen Akademie Magdeburg eine Gedenktafel angebracht, die seit der Zusammenlegung der beiden Klinikbereiche im Gebäude der ehemaligen Landesfrauenklinik dort zu sehen ist.

## Schriften
- Die Nabelschnurrestbehandlung des Neugebornen. Dissertation. Braun und Elbel, Weissenburg a, S. 1901.
- Zur Frage der spontan entstandenen Bauchdeckenhämatome. In: Zentralbl Gynäkol. 45 (1921), S. 394–400.
- Über unsere Erfahrungen mit der Behandlung puerperaler Allgemeininfektionen durch kolloidale Silberpräparate, Trypaflavin und Yatren. In: Zentralbl Gynäkol. 45 (1921), S. 1205–1218.
- Nachruf auf Johannes Brennecke. In: Zentralbl Gynäkol. 55 (1931), S. 2722.
- Über Erfahrungen mit Speculumentbindung als Ersatz der Beckenausgangs- und mittelhohen Zange. In: Arch Gynecol Obstet. 183 (1953), S. 321. doi:10.1007/BF01004880
- Beitrag zur Frage der Placentaradhärenz. In: Zeitschr Geb Gyn. Band LIII.